# Peter Cookson
Peter Cookson (8 de mayo de 1913 – 6 de enero de 1990) fue un actor teatral y cinematográfico estadounidense.
Nacido en Milwaukie, Oregón, desarrolló su carrera a lo largo de las décadas de 1940 y 1950. Entre los filmes en los que actuó, destacan G.I. Honeymoon (1945) y Fear.
Su papel teatral de mayor fama fue el del juez Aristide Forestier en el musical de Cole Porter de 1955 Can Can, en el cual cantaba el tema It's All Right With Me. También puede mencionarse su participación en el estreno, en 1947 de The Heiress, de Ruth y August Goetz.
Cookson estuvo casado con la actriz teatral y cinematográfica Beatrice Straight, con la que tuvo dos hijos.
Peter Cookson falleció en 1990 en Southfield, Massachusetts. Sus restos fueron incinerados, y las cenizas entregadas a sus allegados.